# HD132834
HD132834 — хімічно пекулярна зоря спектрального класу A2, що має видиму зоряну величину в смузі V приблизно  9,3.
Вона  розташована на відстані близько 827,8 світлових років від Сонця.